# Línea 1 (Metro de Panamá)
La Línea 1 (conocida como L1) es la primera  línea de la red del Metro de Panamá, cuenta con 15 estaciones y 18 km, en un trazado desde el norte al sur de la Ciudad. Conecta con la Línea 2 en la estación San Miguelito. Además tendrá combinación con la futura Línea 3 en Albrook, a partir de 2028. Su color distintivo es el rojo.

## Historia
El 19 de octubre de 2009, el Gobierno de Panamá seleccionó al consorcio conformado por la mexicana Cal y Mayor, la suiza POYRY y la panameña Geo Consult para realizar el estudio, trazo de ruta y el diseño de la construcción de la primera línea de metro con un presupuesto de dos millones de dólares. El 18 de marzo de 2010, tres consorcios quedan pre calificados para competir sus propuestas para la construcción del metro entre ellas: el consorcio CIMA (conformado por Acciona Infraestructuras, Mitsubishi Corporation, Mitsubishi Heavy Industries, Constructoras Ica y Construcciones y Auxiliar de ferrocarriles), el consorcio Línea Uno (Constructora Norberto Odebrecht, Fomento de Construcciones y Contratas y Alstom) y el consorcio Grupo Italiano Metro Panamá (Impregilo, Astaldi, Ghella y Ansaldo Breda). Sin embargo, el 31 de agosto del mismo año quedaron dos consorcios para la licitación de la construcción y puesta en marcha del Metro de Panamá, entre ellas: el consorcio Grupo Italiano Metro de Panamá y el consorcio Línea Uno. Previa a la propuesta, el 27 de octubre de 2010 la licitación se adjudica al consorcio Línea Uno conformado por la constructora FCC y Odebrecht con una oferta de 1.446 millones. No obstante, el contrato se firmó 26 de noviembre del presente año. La construcción inicia el 14 de febrero de 2011 y avanza con tal rapidez que es entregada al gobierno el 28 de febrero de 2014 incluyendo una extensión adicional de 2.1 km que se decidió construir desde el 1 de diciembre de 2013 que conecta la estación Los Andes con la estación San Isidro., finalizada a mediados de agosto de 2015, llegando a una extensión de 15.8 km.

### Ampliación a Villa Zaita
A mediados de julio de 2018, el Metro de Panamá, durante la administración del presidente Juan Carlos Varela, anunció la licitación para la extensión de 2.2 kilómetros de longitud para la Línea 1 hacia desde la estación San Isidro hasta Villa Zaita, que se convertiría en la nueva terminal norte con una capacidad superior a 10,000 pasajeros en horas pico, contando con un intercambiador de autobuses y taxis, y estacionamientos para 800 vehículos, además de la rehabilitación y ensanche de 6 carriles de la Vía Transístmica. Las obras dieron inicio el 14 de enero de 2021, a una inversión original de 178 millones de dólares y un plazo de 33 meses para que todo el proyecto culmine.

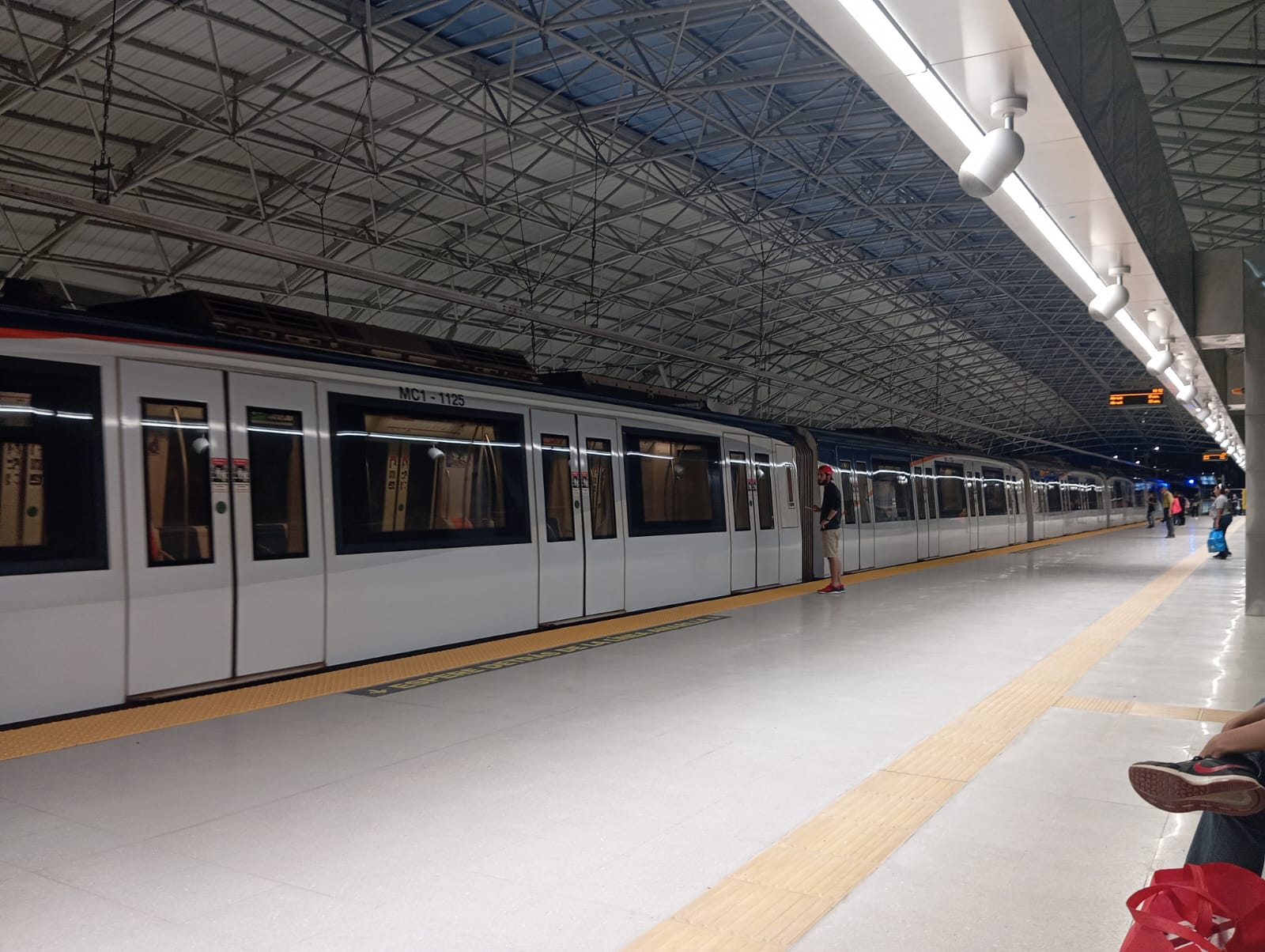
Estación Villa Zaita (Junio de 2024).

Finalmente, el jueves 25 de abril de 2024, fue inaugurada de manera formal la extensión, en un acto que contó con la presencia del entonces presidente, Laurentino "Nito" Cortizo. Tras una inversión final de 230 millones 365 mil 868 con 40 centésimos en beneficio a más de 300 mil residentes de Panamá Norte y áreas aledañas, según indicó el mandatario, quien estuvo acompañado por el director general del Metro, el ingeniero Héctor Ortega. Sin embargo, los usuarios esperan que a futuro se dé la extensión hasta zonas como La Cabima o Chilibre, donde vive gran parte de la población del distrito capital.

### Correspondencia con la Línea 3

Anuncio sobre la Línea 3 en el Puente Peatonal de Albrook (Junio de 2025).

La estación de Albrook es el futuro punto de conexión entre la Línea 1 y la Línea 3 del Metro (que parte de Albrook hacia Ciudad del Futuro en Panamá Oeste) a partir de 2028. Se estima que más de 20 mil pasajeros por hora se desplazarán en este sector. Actualmente, solo la línea 1 moviliza a más de 280 mil usuarios. Los trabajos de construcción incluirán la reubicación del monolito en memoria a los caídos del 3 de octubre de 1989 en la Masacre de Albrook, así como la reubicación de los servicios públicos y estructuras de concreto, entre otras actividades.
La estación actual de Albrook se integrará a la futura estación Albrook de la Línea 3 por medio de una extensión en la que compartirán niveles de andén y vestíbulo para facilitar el tránsito de los pasajeros de una línea a otra.

## Estaciones
La Línea 1 cuenta actualmente con 15 estaciones, 7 elevadas, 7 subterráneas y una tipo trinchera. La mayoría fueron inauguradas en abril de 2014, comenzando servicios con 11 estaciones en funcionamiento, sin embargo, las restantes fueron inaugurándose posteriormente. Las estación subterráneas de Lotería y El Ingenio fueron inaugurada el 27 de agosto de 2014 y 8 de mayo de 2015 respectivamente. La estación San Isidro fue inaugurada el 15 de agosto de 2015, y por último, la estación Villa Zaita abrió las puertas durante abril de 2024.
| Estación             | Inauguración         | Acceso para discapacitados | Ubicación                                                      | Corregimiento          | Conexiones | Estación        | Tipo de estación |
| -------------------- | -------------------- | -------------------------- | -------------------------------------------------------------- | ---------------------- | --- | --------------- | ---------------- |
| Villa Zaita          | 25 de abril de 2024  | Acceso para discapacitados | Avenida Transístmica                                           | Ernesto Córdoba Campos | Otros servicios - Metro Villa Zaita                                                                           | Terminal        | Elevada          |
| San Isidro           | 15 de agosto de 2015 | Acceso para discapacitados | Avenida Transístmica con Calle Santa Elena                     | Omar Torrijos          | Otros servicios - Metro San Isidro                                                                            | Paso            | Elevada          |
| Los Andes            | 4 de abril de 2014   | Acceso para discapacitados | Avenida Transístmica con Avenida Los Andes                     | Omar Torrijos          | Otros servicios - ZP Metro Los Andes                                                                          | Paso            | Elevada          |
| Pan de Azúcar        | 4 de abril de 2014   | Acceso para discapacitados | Avenida Transístmica                                           | Amelia Denis de Icaza  | Otros servicios - Metro Pan de Azúcar                                                                         | Paso            | Elevada          |
| San Miguelito        | 4 de abril de 2014   | Acceso para discapacitados | Avenida Transístmica con Avenida Domingo Díaz                  | Victoriano Lorenzo     | Correspondencia - Línea 2 Otros servicios - Metro San Miguelito - Gran Estación                               | Correspondencia | Elevada          |
| Pueblo Nuevo         | 4 de abril de 2014   | Acceso para discapacitados | Avenida Transístmica con Calle 82 D Oeste y Este               | Pueblo Nuevo           | Otros servicios - Metro Pueblo Nuevo                                                                          | Paso            | Elevada          |
| 12 de Octubre        | 4 de abril de 2014   | Acceso para discapacitados | Avenida Transístmica con Avenida 12 de Octubre                 | Pueblo Nuevo           | Otros servicios - Metro 12 de Octubre                                                                         | Paso            | Elevada          |
| El Ingenio           | 8 de mayo de 2015    | Acceso para discapacitados | Avenida Transístmica con Av. La Paz y Av. Fernández de Córdoba | Pueblo Nuevo Betania   | Otros servicios - Metro El Ingenio                                                                            | Paso            | Subterránea      |
| Fernández de Córdoba | 4 de abril de 2014   | Acceso para discapacitados | Avenida Fernández de Córdoba con Calle Asia y Avenida 4a Norte | Pueblo Nuevo           | Otros servicios - Metro Fernández de Córdoba                                                                  | Paso            | Subterránea      |
| Vía Argentina        | 4 de abril de 2014   | Acceso para discapacitados | Vía España con Calle Thais de Ponds y Vía Argentina            | Bella Vista            | Otros servicios - Estación Vía Argentina                                                                      | Paso            | Subterránea      |
| Iglesia del Carmen   | 4 de abril de 2014   | Acceso para discapacitados | Vía España con Calle Aquilino de la Guardia                    | Bella Vista            | Servicio planeado - Línea 2 (Sin definir) Otros servicios - Metro Iglesia del Carmen                          | Paso            | Subterránea      |
| Santo Tomás          | 4 de abril de 2014   | Acceso para discapacitados | Avenida Justo Arosemena con Calle 39 Este                      | Calidonia              | Servicio planeado - Línea 5 Otros servicios - Metro Santo Tomás                                               | Paso            | Subterránea      |
| Lotería              | 27 de agosto de 2014 | Acceso para discapacitados | Avenida Justo Arosemena con Calle 31 Este                      | Calidonia              | Otros servicios - Metro Lotería                                                                               | Paso            | Subterránea      |
| 5 de Mayo            | 4 de abril de 2014   | Acceso para discapacitados | Avenida Justo Arosemena con Viaducto 3 de Noviembre            | Calidonia              | Otros servicios - Metro 5 de Mayo - ZP 5 de Mayo                                                              | Paso            | Subterránea      |
| Curundú              | Sin fecha definida   | Acceso para discapacitados | Avenida Omar Torrijos Herrera con Calle M                      | Curundú                | | Paso            | Subterránea      |
| Albrook              | 4 de abril de 2014   | Acceso para discapacitados | Corredor Norte                                                 | Ancón                  | En construcción - Línea 3 (desde 2028) Otros servicios - Metro Albrook - Gran Terminal Nacional de Transporte | Terminal        | Trinchera        |

## Material rodante
El material rodante del Metro de Panamá son los Alstom Metrópolis fueron fabricadas en Barcelona (España) y entregadas en el puerto Colón los primeros trenes el 5 de junio de 2013. Posteriormente, el 22 de diciembre de 2015, Alstom obtuvo el contrato para la construcción de 70 coches para la Línea 1 Metro de Panamá por un costo de 130 millones de euros. Estos vagones aumentará la formación de 3 a 5 vagones por cada tren y aumentará la flota de 20 a 26 trenes con una capacidad de 1000 pasajeros.
La tabla siguiente muestra las características del material rodante:

### Alstom Metrópolis 9000
| Parámetros             | Especificaciones                           |
| ---------------------- | ------------------------------------------ |
| País de fabricación    | España                                     |
| Periodo de Fabricación | 2011- 2013                                 |
| Número de vagones      | 3 y 5 coches articulados                   |
| Capacidad              | 1,000 pasajeros                            |
| Velocidad máxima       | 80 km/h                                    |
| Velocidad comercial    | 35 km/h                                    |
| Dimensión              | Longitud: 52m / Ancho: 2.71m / Alto: 3.85m |
| Unidades disponibles   | 26 unidades                                |